# 雍己
雍己（？—前1476），子姓，名伷，是中國商朝的君王，前任君王太戊之弟，舊說小甲之弟，繼太戊之後為國君，然而據甲骨文周祭卜辭，太戊卻排在雍己之前，因此學者認為雍己應為太戊之弟。定都於亳。雍己在位時商朝逐漸衰落，諸侯不來朝。雍己死後，姪子中丁繼任。

## 在位年數
現今流傳文獻記載的雍己在位年數有2種說法：
- 在位12年，《今本竹書紀年》，《太平御覽》卷83引《史記》《資治通鑑前編》、《冊府元龜》、《皇極經世》、《文獻通考》均同。
- 在位13年，《資治通鑑外紀》、《通志》均同。